# Giuseppe Maria Velzi
Giuseppe Maria Velzi (Como, 8 de março de 1767 - Montefiascone, 23 de novembro de 1836) foi um cardeal italiano.

## Biografia
Nasceu em Como em 8 de março de 1767. De família rica. Seu nome de batismo era Carlo. Recebeu o sacramento da confirmação, 25 de maio de 1776.
Ingressou na Ordem dos Pregadores (Dominicanos) no convento de S. Maria sopra Minerva (Roma) em dezembro de 1782; mudou seu nome para Giuseppe Maria. Estudou nas casas de estudo dominicanas em Perugia, Viterbo, Lucca e S. Maria sopra Minerva; obteve um mestrado em teologia, 1º de fevereiro de 1810.
Ordenado, 1789 (?). Prior do convento de La Quercia de Viterbo e de S. Maria sopra Minerva (1805); quando as ordens religiosas foram dissolvidas pelos franceses (1809), refugiou-se em Como (1810). Acompanhou o Bispo de Como, Carlo Rovelli, a Paris para o Concílio de 1811, e foi nomeado reitor do seminário (1812). Após a morte do bispo Rovelli em 1819, ele retornou à sua ordem (1821), estabelecendo-se em Perugia. Nomeado Pró-Procurador-Geral da Ordem (1821) e pouco depois Procurador-Geral (1822). Professor de Teologia Dogmática em La Sapienza Universidade, Roma (1822-1826). Consultor da Congregação do Índice (maio de 1822). Nomeado pelo Papa Leão XII Vigário Geral de sua ordem (outubro de 1823-1828), foi visitante dos conventos dominicanos das Duas Sicílias (1823-1824). Consultor do Santo Ofício (fevereiro de 1824). Delegado da Visita Apostólica Extraordinária a Roma preparatória ao Jubileu de 1825 (maio de 1824). Visita os conventos dominicanos do Piemonte (1825). Mestre do Paço Sagrado (setembro de 1826). Corretor de livros orientais. Avaliador do SC do Index.
Criado cardeal sacerdote no consistório de 2 de julho de 1832; recebeu o chapéu vermelho em 5 de julho de 1832; e o título de S. Maria sopra Minerva, 17 de dezembro de 1832.
Eleito bispo de Montefiascone e Corneto, em 2 de julho de 1832. Consagrada em 15 de julho de 1832, igreja de S. Maria sopra Minerva, Roma, pelo cardeal Bartolomeo Pacca, bispo de Ostia e Velletri, decano do Sacro Colégio dos Cardeais, coadjuvado por Giuseppe della Porta Rodiani, patriarca latino titular de Constantinopla e vice-gerente de Roma, e por Lorenzo Girolamo Mattei, patriarca latino titular de Antioquia e secretário da SC da Visita Apostólica.
Morreu em Montefiascone em 23 de novembro de 1836. Exposto na catedral de Montefiascone. Transferido para a igreja de S. Maria della Quercia, Viterbo, 19 de dezembro de 1836 e lá enterrado no dia seguinte.